# Sérignan
Sérignan è un comune francese di 6 785 abitanti situato nel dipartimento dell'Hérault nella regione dell'Occitania.

## Monumenti e luoghi di interesse
La Collegiata di Notre Dame de Grâce, classificata come monumento storico dal 1907, fu edificata dal XII secolo fino al XV secolo.
Il Museo Regionale di Arte Contemporanea, inaugurato nel 2006 dispone di circa 3200 m² di sale che ospitano sia mostre permanenti che temporanee. 

## Società

### Evoluzione demografica
Abitanti censiti